# Грнчар (Витина)
Грнчар (алб. Gërnçar; до 1975 — Грнчаре) је насељено место у општини Витина, Косово и Метохија, Република Србија.

## Положај
Налази се на десној обали Грнчарске реке, на пет километара удаљено од Витине.

## Прошлост
Место се помиње у турском попису из 1455. године.
Крајем 19. века биле су у њему 24 српске куће.
У месту се налази српска православна црква посвећена Св. Николи. Спада у ред рановизантијских богомоља.
Данас се са још пет српских села налази у енклави Витина.

## Становништво
| Демографија | Демографија | Демографија |
| Година      | Становника  | Становника  |
| ----------- | ----------- | ----------- |

## Порекло становништва по родовима
Подаци из 1929. године)
Српски родови:
- Иринићи (5 k., св. Никола), староседеоци.
- Крчмаровићи (8 k., св. Никола), староседеоци.
- Бранковићи (4 k., св. Никола), староседеоци.
- Нишевци (6 k., св. Никола), врло стари досељеници из нишког краја, по чему им је дошло и презиме.
- Пејићи (4 k., св. Никола), пресељени из Жегре око 1850. године.
- Влајковићи (4 к., св. Никола), староседеоци, Влајко, богати мештанин се спомиње у књизи свештеника по имену Цоце у књизи око 1500 г.

Албански родови:
- Рустемовићи (2 k.), од фиса Гаш. Досељени 1878. год. као мухаџир из лесковачког краја.

Родови муслиманских Рома:
- Хсини (1 k.) и Асановић (1 k.), сељакали се као надничари и ковачи по многим селима Горње Мораве.